# Serra-di-Scopamène
Serra-di-Scopamène är en kommun i departementet Corse-du-Sud på ön Korsika i Frankrike. Kommunen ligger  i kantonen Tallano-Scopamène som tillhör arrondissementet Sartène. År 2022 hade Serra-di-Scopamène 117 invånare.

## Befolkningsutveckling
Antalet invånare i kommunen Serra-di-Scopamène
Referens:INSEE